# Скопски регион
Скопският регион (на македонска литературна норма: Скопски Регион) обхваща 17 общини, 10 от които са част от град Скопие като отделна единица на местното самоуправление. Те са: Град Скопие, Аеродром, Бутел, Гази Баба, Гьорче Петров, Карпош, Кисела Вода, Сарай, Център, Шуто Оризари, Арачиново, Зелениково, Белимбегово (Илинден), Петровец, Сопище, Студеничани, Чучер (Чучер Сандево).

## Допълнително туристическо съдържание в Скопския регион
Кръстът на хилядолетието в Скопие е построен през 2002 г. в чест на 2000 години от появата на християнството. Основата на кръста на хилядолетието е подкрепена от 12 малки колони, които символизират дванайсетте апостоли, и четири големи колони (високи 10 метра), които символизират четирите евангелия и които заедно с непосредственото обкръжение правят кръст. Над тях е разположена 67 метрова стоманена конструкция с дължина на страните 46 метра. Кръстът е разделен на 33 части, които символизират годините на Исус Христос. През нощта кръстът е осветен с 650 лампи. Кръстът на хилядолетието е видим в радиус от 40 километра.

### Македонско етносело
Македонско село е комплекс с 12 етно къщи от различни региони на Македония (Беровски, Стружки, Тетовски, Гостиварски, Битолски, Прилепски и др.), който предлага възможност за настаняване на гости – туристи и има и други принадлежни елементи (селско – стопански двор, воденица, плевня, чешма, но също и музей, амфитеатър, магазин за сувенири, ресторант и др.).
Други културно-спортни съоръжения са: Национална Спортна Арена „Филип II Македонски“, Спортен Център „Борис Трайковски“, Спортен Център „Яне Сандански“, Аква парк, Хиподрум и др. В Скопие през годината се организират редица по-големи манифестации – културни, музикални, драматични, изобразителни, литературни, спортни, развлекателни, научни и други. Най-известни са: „Скопско лято“, „Скопски джаз-фестивал“, „Майски оперни вечери“, „Бяла нощ“, „Баскерфест“, „Младежки открит театър“, „Пиволенд“, „Виноскоп“ и много други.

## Маршрути за движение в Скопския регион
В Скопския регион има няколко маршрута за движение. Единият от Белград към Солун (път Е-75), вторият от Адриатическо море към Солун, третият от Крива Паланка и Куманово и четвъртият, който води от Охрид и Дебър към Скопие. Град Скопие е централният железопътен възел. По отношение на въздушния транспорт в Скопския регион е разположено едно от двете национални летища – „Международно летище Скопие“, което е от изключително значение за функционирането на региона, като стопански и административен център на страната. Скопският регион има и спортно летище клас А, разположено близо до Скопие. Тук има едно пътно и едно железопътно ГКПП със Сърбия, както и едно ГКПП, разположено на летището „Международно летище Скопие“.

## Климат в Скопски регион
Скопски регион се характеризира със средна годишна температура от 12оС и средно годишно количество валежи от 500 милиметра. Регионът се характеризира с континентален климат с малко проникване от средиземноморски влияния, а във високите области преобладава планински климат.

## Природни ресурси, флора и фауна в Скопски регион
Скопски регион е ограничен с планинските масиви Скопска Черна гора на север, Градищанската планина на изток, масива Мокра гора на юг и клоновете на Караджица, на Сува гора и Жеден на запад. Планини, които са в близост до град Скопие и които са посещавани от хиляди посетители: Скопска Черна гора (1.653 m), Жеден (1.259 m), Водно (1.066 m), Китка (1.589 m), Караджица (2.217 m) и други.
Водно е най-близката и най-посещавана средно висока планина с благоприятно географско положение в Скопие. Най-високият връх е Кръстовар, висок 1.066 метра, където се намира планинската хижа и Кръста на хилядолетието. До върха на Водно превозва лифт. Околното пространство на Скопски регион е заобиколено от няколко клисури, а именно: на река Вардар – Жеденска или Дервенска и Таорска; на река Треска – Шишевска; на река Лепенец – Качаничка и на река Пчиня – Бадарска клисура.

### Каньон „Матка“
В Скопския регион има и един каньон, каньонът „Матка“ на река Треска. На околните планини и в ръба на котловината се срещат няколко пещери, от които най-известните са: Дона Дука, Врело, Кръщална и други. Пещерата Врело се състои от две пещери (надводна и подводна). Подводната пещера Врело в момента е най-дълбоката подводна пещера в Европа, с досега открита дълбочина от 212 метра. Надводната пещера Врело или пещерата „Над Врело“ е с дължина 150 метра. Макар и със скромни размери, тя е един от най-богатите с пещерни декорации, сталактити, сталагмити, колони и др.

### Хидроложки характеристики на Скопски регион
Скопски регион е известен и с реките, които текат и се вливат в главната македонска река Вардар. Това са реките Треска, Лепенец, Патишка река, Кадина река и други по-малки. Река Вардар е главна река и разделя котловината на две части: на източна и на западна. Вардар минава през столицата на Република Македония, Скопие и там е с дължина над 20 километра. В околностите на град Скопие има изкуствени езера Матка и Козяк. Друг важен хидрографски обект е изворът Рашче, от който град Скопие с околните квартали се снабдява с питейна вода. Освен хидроенергийния потенциал, река Треска и река Кадина с тяхните красоти предлагат отлични условия за отдих и развитие на туристическо-ресторантьорско съдържание.
В Скопския регион има и баня, това е Катлановска Баня. В обобщение, природното наследство в региона се състои от: Водно, Катлановско Блато, Каньон Матка, природен резерват Ясен и други по-малки обекти. Особена минерална важност имат термалните и топлинните минерални води в Катланово, които дават възможност за развитие на спа туризма в тази област. Разнообразният геоложки състав, релефното разнообразие, присъствието на вода и климатичните влияния позволиха да се създаде богат флорален свят с разнообразна растителност. Фауната е представена от разнообразен, едър и дребен дивеч: мечка, вълк, дива коза, дива свиня, заек, яребица и други видове, които представляват интерес за туристите.

## Природно и културно-историческо наследство в Скопски регион
Град Скопие е столица на Република Македония, град с няколко хилядолетна история от неолита, през античността и Средновековието до днес, над 7000 години непрекъснато селище. Скопие и околностите на Скопски регион имат добре познати културно-исторически паметници, археологически обекти и паметници.
Регионът разполага със следните музеи, мемориални стаи и национални културни институции: Археологически музей, Музей на македонската борба, Природно-научен музей и зоологическа градина, Етноложки музей, Археологически музей, Македонско етно – село, Мемориал – къща на Майка Тереза, Музей на Холокоста, Музей на град Скопие, Музей на съвременното изкуство, Македонски народен театър, Македонска опера и балет, Университетска библиотека, Универсална зала, няколко университета и още десетина други национални институции.

### Тумба Маджари
Тумба Маджари е праисторическо селище в Маджари в Скопския регион от 6200 до 4200 години пр.н.е. – изследвани са седем къщи (местообитания) с подвижен инвентар – съдове, предмети, домашен теракотен олтар на богинята Велика Майка – покровителка на плодородието и едно светилище. Според разкопките е установено, че това е многопластово селище с културен слой от три метра, в което са разделени три хоризонта на живот от средния неолит. Днес на това място са реконструирани три къщи, които са с правоъгълна и квадратна основа, построени от дървен материал, глинена кал, покрити със слама и в тях са поставени автентични огнища, керамични съдове, различни предмети от средния неолит, човешки и животински кукли.

### Скупи
Скупи е археологически обект, град от римско и късноантично време. Името означава жилище, къщи. Намира се на 5 километра северозападно от Скопие в непосредствена близост до село Злокучани, вляво от устието на река Лепенец, в подножието на Зайчев рид. Обектът е известен още от края на XIX век. Систематичните археологически изследвания, започващи през 1966 г., с по-малки прекъсвания, непрекъснато се извършват и досега. Досега са напълно или частично изследвани стените, театъра, гражданската базилика, християнската базилика, градската вила (дворец), градската баня, улицата – кардо, части от източния и от западния некропол.

### Кале и Камен мост
Най-новите археологически данни показват, че Скопското Кале било населено още от неолита (пред 3000 г. пр.н.е.) и в ранната бронзова епоха. Свидетели на това твърдение са остатъците от керамични съдове, колиби и палисади. Калето е известно и със своята стена, която произхожда от 535 г., от времето на царуването на Юстиниан I. Намирайки се на много важно стратегическо място, крепостта е била обсаждана и атакувана неколкократно.
Каменният мост е символ на град Скопие. Намира се в строгия център на града, на река Вардар, и е връзка между старата и новата част на града. Според новите изследвания, направени през 1990 г. предполага се, че Каменния мост е построен през VI век, по времето на император Юстиниан I, а през XV век е получил днешния облик, по време на царуването на султан Мехмед II. Каменният мост е изграден от фини каменни блокове и конструкцията му се състои от масивни колони, свързани с 13 полукръгли арки.

### Археологически обектГрадище, село Таор
В миналото идентифицирано като Таврезиум, родното място на византийския император Юстиниан I (483 – 565). Намира се в местността „Градище“, над село Таор, пред входа на Таорската Клисура, на 20 километра разстояние от Скопие. На този обект са регистрирани слоеве от три населени места от различни исторически периоди – енеолит, късноантичен и средновековен период. Разкрити са: Крепост с триъгълна основа на стените, кули, един бастион, укрепени тераси, останки от водопровод, късноантичен некропол, част от мраморен бюст, стълбове от раннохристиянска базилика, различни монети и др.

### Акведукт
Римският акведукт се намира в покрайнините на Скопие, по пътя Скопие-Качаник. Той е построен от тухли и камък. Той снабдявал града с вода от планината Скопска Черна Гора. От бившите 200 свода днес са запазени 50. Предполага се, че е построен през VI век, по времето на Юстиниан I, и затова този аквадукт се нарича и Юстинианов аквадукт.

### Църкви и манастири в Скопски регион
Манастир Св. Пантелеймон, село Горно Нерези. На стените на този манастир – паметник – произведение на изкуството са съхранени стенописи, които по своите качества с право се нареждат сред най-добрите постижения на византийския живопис от периода на XII век, времето на царуването на прочутата династия на Комнените. Съответно този манастир има изключително редки стенописи (на възраст около девет века) за Македония, Европа и света. Манастирът е построен през 1164 г., със средствата на византийския принц Алексей, син на Константин Ангел и Теодора, най-малката дъщеря на византийския император Алексий I Комнин.
Особеността на обекта се вижда в стила на постройката, изградена от неизвестни талантливи строители и неизвестни талантливи зографи на стенописите, които според това, което се забелязва, са най-значимите имена на своето време. Манастирът е построен на монолитна скала, сградата е изградена с камък и тухли, под формата на вписан кръст в правоъгълно пространство и има пет куполи. Специално внимание привличат стенописните композиции на „Оплакването Христово“, „Причастяването на апостолите“, „Раждането на Св. Богородица“, „Влизане в Ерусалим“, „Сваляне от кръста“ и др. През дългата история манастирът е преживял пожар, земетресение, разрушения и грабежи, но останал свят и светъл свидетел на богатия църковен и културен живот. Днес манастирът е достъпен и отворен за посещение и отсядане за много поклонници и туристи.

### Османските паметници в Скопския регион

#### Султан-Муратова – Хинчар джамия
Султан Мурат II през 1436 г. издига тази джамия като свое наследство. Но, в историята джамията многократно е страдала, но е била подновявана всеки път. Второто име на джамията Хюнч-ар (царева, султанска) или Саат-джамия, поради часовниковата кула, която се намира в нейния двор, построена в периода от 1566 до 1572 г., като първа часовникова кула в Османската империя. Часовниковата кула е с височина 40 метра и има три части. В двора на джамията има две гробници – на султана Бейхан и семейната гробница на Али паша от Дагестан.

#### Исхак-бейова (Шарена) джамия или Гази Иса-бейова
Построен от Исхак-бей в 1438 г., който освен джамията като наследство, вдигнал още гробница, медреса, конаци и сгради, които спадат към профаната архитектура. През цялата история многократно е ремонтирана, повреждана но и възстановявана. Името Аладжа, което означава шарено, получила поради цветните плочки, които сега се запазени само на гробницата зад джамията.

#### Иса бег джамия, Скопие.
Тази джамия се намира в непосредствена близост до „Бит Пазар“ в Скопие. Построена през 1475 г. от Иса бей, син на Исхак-бей, основател на Аладжа-джамия, като наследство. Има два купола, а на входа на джамията има веранда на стълбове с пет по-малки куполи.

#### Джамия Мустафа паша
Джамията Мустафа паша е построена през 1492 г. от команданта на Скопие, Мустафа паша. Мустафа паша умира през 1519 г. и е погребан в гробницата, която се намира до североизточната стена на джамията. Днес в двора на джамията са разположени гробницата на Мустафа-паша, саркофага на дъщеря му Уми, шадравана, няколко надгробни надписи, както и останки от някогашния имарет и медресата. Джамията има внушителен купол и тясно издигнато минаре. Пред джамията има веранда на четири мраморни колони с три по-малки купола. Джамията е построена с редуващи се редици от дялан камък и два реда тухли.

#### Джамия Яхя-паша, Скопие
Джамията е построена през 1504 г. от Яхя-паша в Скопие като негово наследство. По време на своето съществуване, тя е ремонтирана и достроявана многократно. Минарето на джамията е високо 50 метра и се счита за най-високо между минаретата на други джамии в Скопие. На върха на минарето са полумесец и звезда, изработени от злато. В двора на джамията са запазени надгробни паметници и гробница.

### Забележителности на стария базар в Скопие

#### Чифте – хамам.
Хамамът е дело на Иса-бей, като наследство, построен през 1531 г. Хамамът е разделен на две части, с отделни входове за къпане на мъже и поотделно за жени, поради което получил името Чифте – хамам (двоен хамам).

#### Даут паша хамам.
В непосредствена близост до Каменния мост, в старата част на Скопие, е един от най-монументалните паметници на ислямската профанна архитектура – хамамът на Даут паша. В периода от 1489 до 1497 г. Даут паша бил велик везир на Румелия и издига хамама със собствени средства. Хамамът дълго време е оставен на постепенно разпадане, но след направената реконструкция, днес там се намира Художествената галерия.

#### Куршумли-хан.
Няма точна дата и данни за построяването на хана. Той се намира в Стария базар в Скопие. Получава името си по покрива на многобройните куполи, покрити с олово (куршум). Куршумли-хан променя своята функция от съществуването си: първо бил хан, след това е превърнат в затвор, а след това пак хан..Днес неговите помещения се използват като лапидариум на Археологическия музей.